# Урожайне (Славський район)
Урожайне (рос. Урожайное) — селище Славського району, Калінінградської області Росії. Входить до складу Большаковського сільського поселення.
Населення — 85 осіб (2015 рік).

## Населення
| 2002 | 2010 |
| ---- | ---- |
| 232  | ↘85  |